# Efrat Tilma
Efrat Tilma (hebreu: אפרת טילמה)  (Galilea, 1947), de nom complet Efrat Anne Tilma, és una activista transgènere israeliana, una de les primeres dones trans al país i la primera a fer de voluntària a la policia d'Israel.

## Biografia
Nascuda el 1947 en un quibuts de Galilea, Tilma va tenir problemes amb la policia israeliana, que la va empresonar per vestir-se de dona en tant que socialment se li havia assignat el gènere masculí. Havent-se sotmès a una cirurgia de reassignació de gènere a Casablanca el 1967, va veure's forçada a ser humiliantment examinada per ordre del Ministeri de l'Interior d'Israel per a poder canviar la seva documentació oficial amb l'objectiu que reflectís la seva identitat de gènere.
El 2011, va tornar-se voluntària al districte de Tel-Aviv de la policia d'Israel. A partir de la transformació d'Israel en matèria de drets LGBT+, es va convertir en ambaixadora de la comunitat transgènere i de la policia israeliana i va rebre una disculpa oficial i una medalla especial del districte de policia de Tel-Aviv. També es va reunir amb el president israelià Reuven Rivlin com a part d'una vetllada honorífica per als membres LGBT de les forces de seguretat nacionals.
El 2016, va formar part del jurat de la primera edició de Miss Trans Israel. Un any després, la guanyadora del concurs, Thalin Abu Hanna, va interpretar Tilma en una obra dramàtica sobre la seva vida titulada Made He a Woman, escrita per Yonatan Calderon basant-se en l'autobiografia de l'activista i que es va arribar a representar al Teatre Nacional Habima.
Va aparèixer en diversos programes de televisió documentaris a Israel i fa conferències a públics de tota mena, incloent-hi policies i jutges, sobre la història transgènere i qüestions trans actuals.
El 2019, va consolidar-se com la primera dona trans a rebre la ciutadania honorífica de la ciutat de Tel-Aviv. El desembre del 2022, va ser reconeguda com una de les 100 dones de la BBC.